# Adamson-Eric
Adamson-Eric (Erich Carl Hugo Adamson), född 18 augusti 1902 i Tartu, död 2 december 1968 i Tallinn, var en estnisk konstnär. Han företrädde art déco och nya sakligheten i den estniska konsten och verkade bland annat som målare och designer.
Adamson-Eric studerade i Berlin och i Paris och var starkt influerad av den franska samtidskonsten, men inspirerades även av den nordeuropeiska och estniska konsthantverkstraditionen.
En större samling av hans verk finns idag permanent utställda på Adamson-Eric-huset i Tallinn. Huset ligger på Lühike jalg i den gamla stadskärnan och drivs som statligt konstnärsmuseum.